# Citheronia andina
Citheronia andina är en fjärilsart som beskrevs av Lemaire 1971. Citheronia andina ingår i släktet Citheronia och familjen påfågelsspinnare. Inga underarter finns listade i Catalogue of Life.